# Корнеліс Бельт
Корнеліс Сімонс Бельт, також Корнеліс Бельт, Корнеліс Сімонсен (нід. Cornelis Symonsz Beelt, Cornelius Beelt, Kornelis Beelt, Cornelis Symonsen; 1602/1612, Гарлем — після 1664, Гарлем або Роттердам) — художник Золотої доби голландського живопису.

## Життєпис
Корнеліс Бельт походив з Гарлему. Дата народження художника не визначена. Відомо, що він одружився в Гарлемі 30 березня 1630 року. Це дало дослідникам підстави припустити, що він народився у період між 1602 та 1612 роками.
Корнеліс Бельт належав до Гарлемської гільдії святого Луки. Він був послідовником Віллема Кола. 1661 року Корнеліс згадується у списку з-поміж 51 добревідомих живописців. На той час загальна кількість художників гільдії становила 72 особи. Його остання  робота датована 1664 роком.
Ім'я художника записано також у списку членів гільдії Вінсента ван дер Вінна 1702 року з позначкою померлий.

## Родина
Дружина Корнеліса Бельта — Якомейнтьє Янсдр (Кол) (нід. Jakomijntje Jansdr) з Гарлема, з якою художник обвінчався у гарлемській реформаторській церкві.

## Творчість

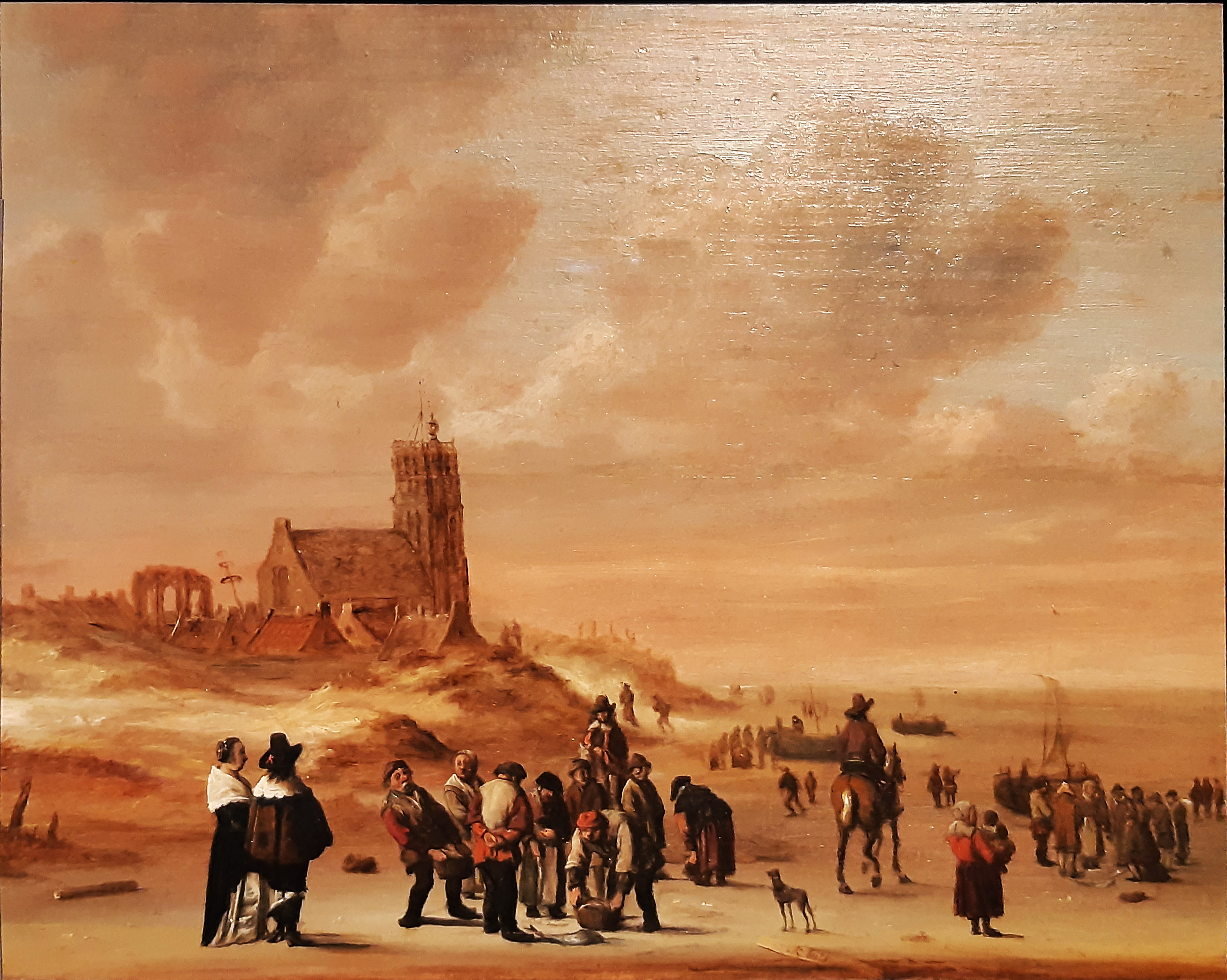
Егмонд-аан-Зее

Корнеліс Бельт писав морські й зимові пейзажі, вулиці, майдани міст, ремісничі крамниці і майстерні. Переважна більшість його пейзажів написана між 1651 і 1664 роками.
За кольором, світло-сірими тонами в м'яко відфільтрованому світлі стиль художника близький до творчості Саломона ван Рейсдаля, якому твори Бельта часто неправильно приписують.

### Морське узбережжя поблизу Егмонда-аан-Зее
Корнеліс Бельт написав картину «Морське узбережжя поблизу Егмонда-аан-Зее» олійними фарбами на дубовій дошці. Твір зберігався у Музеї мистецтв Ханенків. Однак 1943 року нацисти викрали її і вивезли з Києва. 1978 року картину повернули.

## Галерея

Твори Корнеліса Бельта
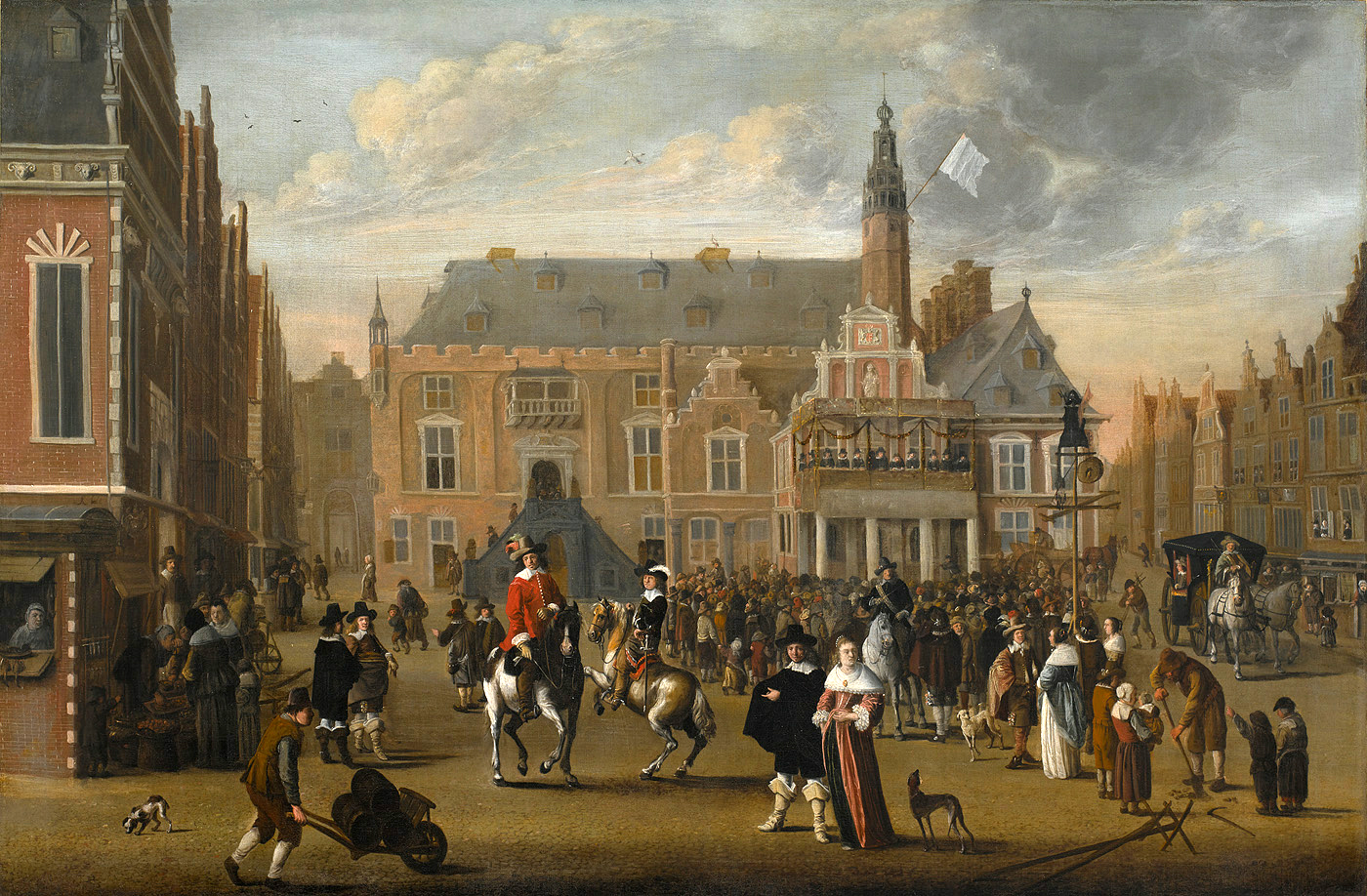
Ринок у Гарлемі, близько 1670-1690
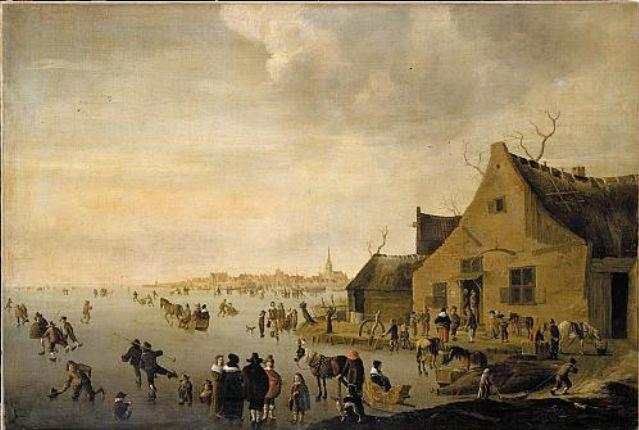
Зимовий пейзаж із ковзанярами